# Nørlund Plantage
Nørlund Plantage er en plantage på 2.431 hektar der ligger vest for Den Jyske Højderyg, hovedsagelig i Ikast-Brande Kommune. Området har siden 1948 været statsejet.
I slutningen af 1700-tallet var en stor del af området dækket af indlandsklitter og flyvesand, der af og til medførte sandstorme til stor gene for hedebønderne. I 1808 begyndtes en tilplantning med rødgraner under ledelse af herredsfoged Casper Møller, Casper Møllers graner – mod nord i området. Granerne var begyndelsen til den nuværende plantage, og er muligvis blandt de ældste graner i Danmark. Der er en indhegnet hundeskov på 3 ha. der ligger ved en rasteplads på vestsiden af rute 185 (Ikastvej).

## Brande
Plantagen har været ramt af en række brande, bl.a. i 1959, men den den største i juni 1971, hvor 1.100 tønder land med nåleskov udbrændte. En del blev genplantet efter branden, men den skabte også åbne områder i plantagen, der nu ligger som hedearealer, hvoraf nogle er fredet.

## Naturbeskyttelse
En væsentlig del af plantagen er en del af Natura 2000-område nr. 75 Harrild Hede, Ulvemosen og heder i Nørlund Plantage, og pliver en del af den kommende 2.707 hektar store naturnationalpark Nørlund Plantage og Harrild Hede